# Michael Duca
Michael Gerard Duca (ur. 5 czerwca 1952 w Dallas, Teksas) – amerykański duchowny katolicki, biskup Baton Rouge w metropolii Nowy Orlean od 2018.

## Życiorys
Ukończył studia na Uniwersytecie w Dallas i Seminarium Świętej Trójcy. Święcenia kapłańskie otrzymał 29 kwietnia 1978. Służył jako dyrektor ds. powołań, a także jako kapelan w Southern Methodist University i rektor swej alma mater.
1 kwietnia 2008 mianowany ordynariuszem Shreveport w Luizjanie. Sakry udzielił mu metropolita Alfred Hughes.
26 czerwca 2018 papież Franciszek mianował go ordynariuszem diecezji Baton Rouge.